# ذو شناتر
لحيعة ينوف ذو شناتر كان أحد ملوك حمير، حكم اليمن لسبعة وعشرين عاما. لم يكن ذو شناتر من العائلة المالكة.
يعرف ذو شناتر كواحد من أوائل القتلة المتسلسلين المسجلين. قام بإغواء الأولاد الصغار من العائلة المالكة في منزله ووعدهم بالطعام والمال، جردهم من ملابسهم واغتصبهم. ثم قتلهم برميهم عرايا من نافذة منزله العليا. لم يتوقف سوى عندما هاجمه ذو نواس وقتله طعنا. بعد اغتياله، تم قطع رأس ذو شناتر وعرضها على نافذة القصر وتولى ذو نواس حكم المملكة الحميرية.
وفقا للطبري، تعني كلمة شناتر الأصابع باللغة الحميرية. كان يعرف أيضا باسم «ذو الأقراط».